# Alexandru Ciura
Alexandru Ciura (n. 15 noiembrie 1876, Abrud, Austro-Ungaria – d. 26 martie 1936, Cluj, România) a fost un preot, prozator și publicist român.

## Biografie
S-a născut într-o familie de preoți din Țara Moților. Bunicul său, Iosif Ciura, a fost paroh greco-catolic la Bucium-Șasa. Alexandru Ciura a urmat studiile la Gimnaziile din Blaj și Sibiu (1886-1894), Facultatea de Teologie (1894-1898), apoi cea de Litere din Budapesta, cu specializare în română și elenă (1899-1902). A devenit suplinitor al Catedrei de Morală de la Seminarul din Blaj (1898-1899), profesor de română la Gimnaziul din Blaj (1902-1919), profesor de română și director al Liceului „George Barițiu” din Cluj (1919-1936). 
A fost unul din întemeietorii și primii redactori ai revistei „Luceafărul” de la Budapesta, în 1902, iar din 1906 la Sibiu, alături de Octavian Goga, A. P. Bănuț și Octavian Tăslăuanu, în care a publicat numeroase schițe, nuvele, recenzii etc. După 1902 a lucrat în redacția foii „Unirea” de la Blaj, fiind  colaborator la principalele periodice transilvănene din vremea sa, autor de volume cu schițe, nuvele, traduceri.
S-a numărat printre delegații la Marea Adunare Națională de la Alba Iulia, care a decis unirea Transilvaniei cu România în 1918.
A fost căsătorit cu Leontina Lucaciu, nepoata lui Vasile Lucaciu.

## Opera

### Lucrări beletristice
- Visuri trecute, schițe, Blaj, 1903
- Icoane, Budapesta, 1906
- Amintiri. Schițe și nuvele, Orăștie, 1912
- Foiletoane (1907-1910), Beiuș, 1912
- Scrisoare în cealaltă lume.  Schițe de război, București, 1914 (ed. a II-a, Arad, 1917)
- În război. Schițe, Blaj, 1915
- Frații. Povestiri din război, Arad, 1916
- Copiii în război. Schițe din zilele de acum, Blaj, 1918 (în colaborare)
- Iscariot. Schițe, Arad, 1925 (Biblioteca „Semănătorul”)

### Alte lucrări
- Eminescu și Coșbuc. Note comparative, Blaj, 1903
- Educația vechilor elini, Blaj, 1906
- Biografia părintelui Vasile Lucaciu, Sibiu, 1928
- Povestire pe scurt a vieții lui Avram Iancu, Cluj, f.a.
- Viața lui Isus scrisă pentru copii, Beiuș, 1931

### Reeditări
- Scrieri alese (Schițe, amintiri și foiletoane), ediție îngrijită de Aurel Millea.  Prefață de Mircea Zaciu, București, 1966

### Traduceri
- Al. Dumas (tatăl), Din zilele lui Nero, Blaj, 1907
- Ștefan Lazăr, Floarea Betuliei, roman, Orăștie, 1913